# الشمشامى (مدينة حجة)

تعديل مصدري - تعديل

الشمشامى هي إحدى قرى عزلة حملان بمديرية مدينة حجة التابعة لمحافظة حجة، بلغ تعداد سكانها 14 نسمة حسب تعداد اليمن لعام 2004.